# 言語学習に関するよくある誤解
言語学習においては、科学的に立証された結論ではなく、直感による考え方に頼る傾向が見られる場合があり、それは民間言語学として知られる現象である。これらの考えはしばしば科学的な研究と矛盾する。

## 子どもの言語習得

### 子どもであればさほど苦労せずに母国語を習得できる
子どもにとって母国語の習得スピードはそれほど早くない。子供は母国語を学ぶのに何年も費やし、学校へ入学しても続けられる。たとえば、多くの7歳児にとって、受動態の作文は困難である。

## 第二言語の習得

### 若いうちの方が言語の習得が容易である
一般的に、幼い子供は、青少年や成人よりも言語の学習が容易であるとみなされている。しかし、その逆もまた正しく、より高齢であったとしても同様のスピードで身につけることができる。唯一の例外は発音である。幼い子供は第二言語であっても、母国語のような発音で話すことを学ぶことができるが、より高齢で言語を習得し始めた者はめったにネイティブのレベルには達せない。

### 知能の高い人の方が言語の学習が上手い
一般的な知能(en:General intelligence)は言語の習得能力の指標にはそれほど役に立たない。言語学習に対するモチベーション、曖昧さに対する寛容さ、自尊心などは言語学習を成功させるより良い指標である。

### イマージョンは言語学習の最も良い方法である
学習者の言語スキルを上達させる能力は、学習者が聞き取る言語の内容に大きく依存している。第二言語を習得するのに効果的な内容であるためには、それが理解できるものでなければならない。第二言語についてイマージョンを行っているだけでは、理解可能な内容を受けていることが保証されない。たとえば、第二言語が使われている地域に住んでいる学習者にとって、会話を分かりやすい言葉で行ってくれるようなネイティブスピーカーと十分に会話できるのであれば効果的だろうし、同時に多くの学習者にとってはそのような幸運な状況になく、聞き取った内容の大部分が理解できない、ということもあるだろう。
海外に居住する成人の学習者は、たとえば仕事の内容などによっては、言語的な必要性がそれほど高くないこともあるだろう。第二言語での高度なスキルを習得するインセンティブがなければ、学習者は言語の化石化や言語レベル上達の停滞を引き起こすことがある。
言語教室での学習は、第二言語の学習に適切な内容を提供することができ、化石化の問題を克服する役に立つ。

### 文法の学習は第二言語の学習に有害である
文法を学習することは第二言語を習得するために役立ち、文法知識がない場合は言語学習プロセスが遅くなる可能性がある。一方で、言語を学ぶ第一の手段として文法学習に頼り過ぎることもまた有害である。最適な言語学習のためには、この2つのバランスが極めて重要である。

## バイリンガル教育

### 第二言語を学ぶことで母国語の発達が妨げられる
学習者は言語発達に悪影響を受けることなく、2つ以上の言語を学ぶことができる。脳内には言語習得のための「一定量のスペース」というものはない。実際には、学習者の母国語と追加言語は統合されたシステムの一部分となる。

### 子供が会話できるようになれば、言語学習プロセスは終了である
会話として言語を使用できるように学習することは、その言語を流暢に使用できるために学ぶべきことの一部分にすぎない。子供がその言語を話すことができたとしても、学術言語を書いたり、理解したりすることができない。これらの言葉は学校ののちの行程では特に重要となる。カナダにおける1,200人の児童を対象とした研究では、会話言語を習得するよりも学術言語を習得する方が5～7年長くかかることを示している。